# 男子牽制
『男子牽制』（だんしけんせい、原題：英語: No More Ladies）は、1935年に製作・公開されたアメリカ合衆国の映画である。A・E・トーマスの戯曲に基づきエドワード・H・グリフィスとジョージ・キューカーが共同監督、ジョーン・クロフォードとロバート・モンゴメリーが主演した。

## キャスト
- マーシャ：ジョーン・クロフォード
- シェリダン・ウォーレン：ロバート・モンゴメリー
- エドガー・ホールデン：チャールズ・ラッグルス
- ジム・サルストン：フランチョット・トーン

## スタッフ
- 監督：エドワード・H・グリフィス、ジョージ・キューカー（クレジットなし）
- 製作：アーヴィング・タルバーグ（クレジットなし）、エドワード・H・グリフィス
- 脚本：ドナルド・オグデン・ステュアート、ホレース・ジャクソン
- 音楽：エドワード・ウォード
- 撮影：オリヴァー・T・マーシュ
- 編集：フランク・E・ハル
- 美術：セドリック・ギボンズ
- 衣裳：エイドリアン
- 録音：ダグラス・シアラー